# Chaber bławatek

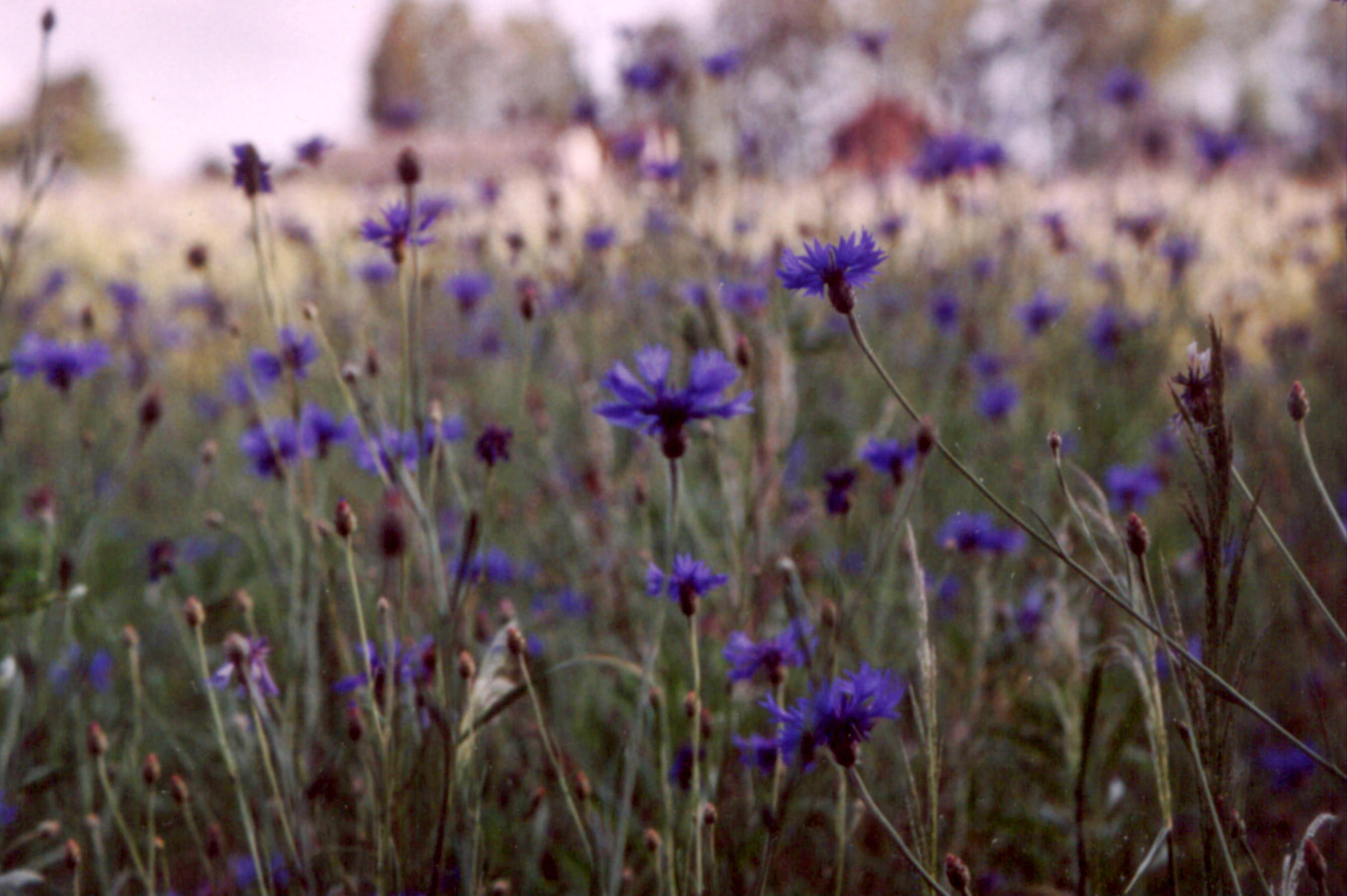
Chabry bławatki jako chwasty polne

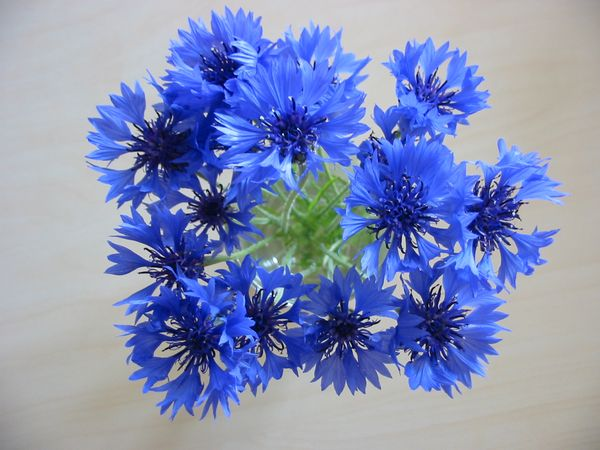
Bukiet bławatków

Chaber bławatek, bławatek (Centaurea cyanus L., w niektórych ujęciach systematycznych Cyanus segetum Hill) – gatunek rośliny zielnej z rodziny astrowatych. Nazwy ludowe: białasy, głowacz, jasieniec, kardy, kwiatek wołoszek, macoszka, modrak, modrzeńczyk, samosiejka, wasilek, wawer. Występuje w Europie oraz na Syberii Zachodniej. W Polsce pospolity chwast polny, archeofit.

## Morfologia
PokrójRoślina zielna, słabo ulistniona, tworzy łany, osiąga wysokość 30–90 cm.
ŁodygaCienka, prosta, lekko żeberkowana, pajęczynowato owłosiona, rozgałęziona.
LiścieUłożone skrętolegle, najczęściej równowąskolancetowate, szarozielone, szerokości 2–5 mm. Dolne na ogonkach, z pojedynczymi, małymi ząbkami lub pierzastodzielne z 2-3 łatkami. Górne niepodzielone, siedzące.
KwiatyKwiaty tylko rurkowate. Pojedyncze koszyczki kwiatowe o średnicy 2–3 cm wyrastają na szczytach pędów z łuskowatej, podłużnej okrywy. Przyczepki listków okrywy brzegiem piłkowanoząbkowane lub orzęsione. Korona o 5 rurkowato zrośniętych płatkach o barwie ciemnobłękitnej, czerwonej, różowej lub białej. Kwiaty brzeżne większe, 5 pręcików, słupek dolny, złożony z 2 owocolistków. Okres kwitnienia od maja do września.
OwoceJedwabiście puszyste, przeważnie niebieskoszarobrązowe z białym wierzchołkiem niełupki. Jedna roślina wytwarza około 700–1600 nasion.

## Biologia i ekologia
- Rozwój: roślina jednoroczna. Kwiaty przedprątne, zapylane przez motyle, muchówki, błonkówki[9]. Owoce rozsiewane przez wiatr i mrówki. Zachowują zdolność kiełkowania przez 5–10 lat[8].
- Siedlisko: pola uprawne, gdzie rozsiewany jest razem ze zbożami, nieużytki, przydroża, ugory. Jest chwastem. Często spotykany na glebach ubogich w wapń (roślina wskaźnikowa gleb ubogich w wapń).
- W klasyfikacji zbiorowisk roślinnych gatunek charakterystyczny dla rzędu (O.) Centauretalia cyani[10].
- Liczba chromosomów 2n=24[7].

## Odmiany uprawne
- Blue Boy – pełne, szafirowoniebieskie koszyczki.
- Jubilee Gem – pełne, niebieskie koszyczki, karłowe (wysokość 35–40 cm).
- Polka Dot – karłowe, pełnokwiatowe, szeroka gama barw.
- Red Boy – pełne, czerwone koszyczki.
- Rosa Ball – pełne, różowe koszyczki.
- Weisser Ball – pełne, białe koszyczki
- Black Ball – pełne, czarne koszyczki

## Zastosowanie
- Roślina lecznicza
  - Surowiec zielarski: kwiat bławatka bez kielicha (Flos Cyani sine calicis, Flos Cyani). Zawiera antocyjanidyny, flawonoidy, sole mineralne (w tym dużo manganu), cychorynę, centaurynę[11].
  - Działanie: moczopędne, żółciopędne i przeciwzapalne. Ze względu na bardzo łagodne działanie przeciwzapalne stosowany przy zapaleniu spojówek i w pediatrii. Napar z kwiatów zalecany jest przy chorobach nerek, stanach zapalnych kłębków i miedniczek nerkowych, przy niewydolności krążenia i w kamicy nerkowej. Zewnętrznie stosuje się go przy trudno gojących się ranach i owrzodzeniach[11], w stanach zapalnych oczu (w zapaleniu brzegów powiek, zapaleniu spojówek, wiosennym zapaleniu spojówek, nadwrażliwości na promienie słoneczne, promieniowanie z ekranów telewizyjnych)[12].
  - Zbiór i suszenie: kwiat zbierać w słoneczny dzień, rano, po obeschnięciu rosy. Zbiera się płatki, wyrywając je z koszyczka. Zebrane kwiaty należy suszyć bardzo szybko w zacienionym i silnym przewiewie, aby nie zblakły, gdyż wówczas tracą własności lecznicze. Susz szczelnie zamknąć i przechowywać w ciemności.
- Roślina ozdobna – stosowana na kwiat cięty i rabaty.
- Barwnik – w czasach, gdy nieznane były sztuczne barwniki, z płatków brzeżnych bławatka wytwarzano niebieską farbę w połączeniu z ałunem, która doskonale barwiła wełnę. Sam sok barwi papier i przetwory spożywcze na niebiesko.
- Roślina miododajna
- Roślina jadalna: jadalne płatki[13].
- Roślina kosmetyczna: używany przy łupieżu i grzybicy skóry głowy.
- Roślina może zawierać niewielkie ilości kwasu pruskiego, dlatego niekiedy działa trująco na zwierzęta (gł. konie i krowy)[14]
- Nasiona zawierają ok. 28% tłuszczu, a w liściach znajduje się do 300 mg% witaminy C[14]

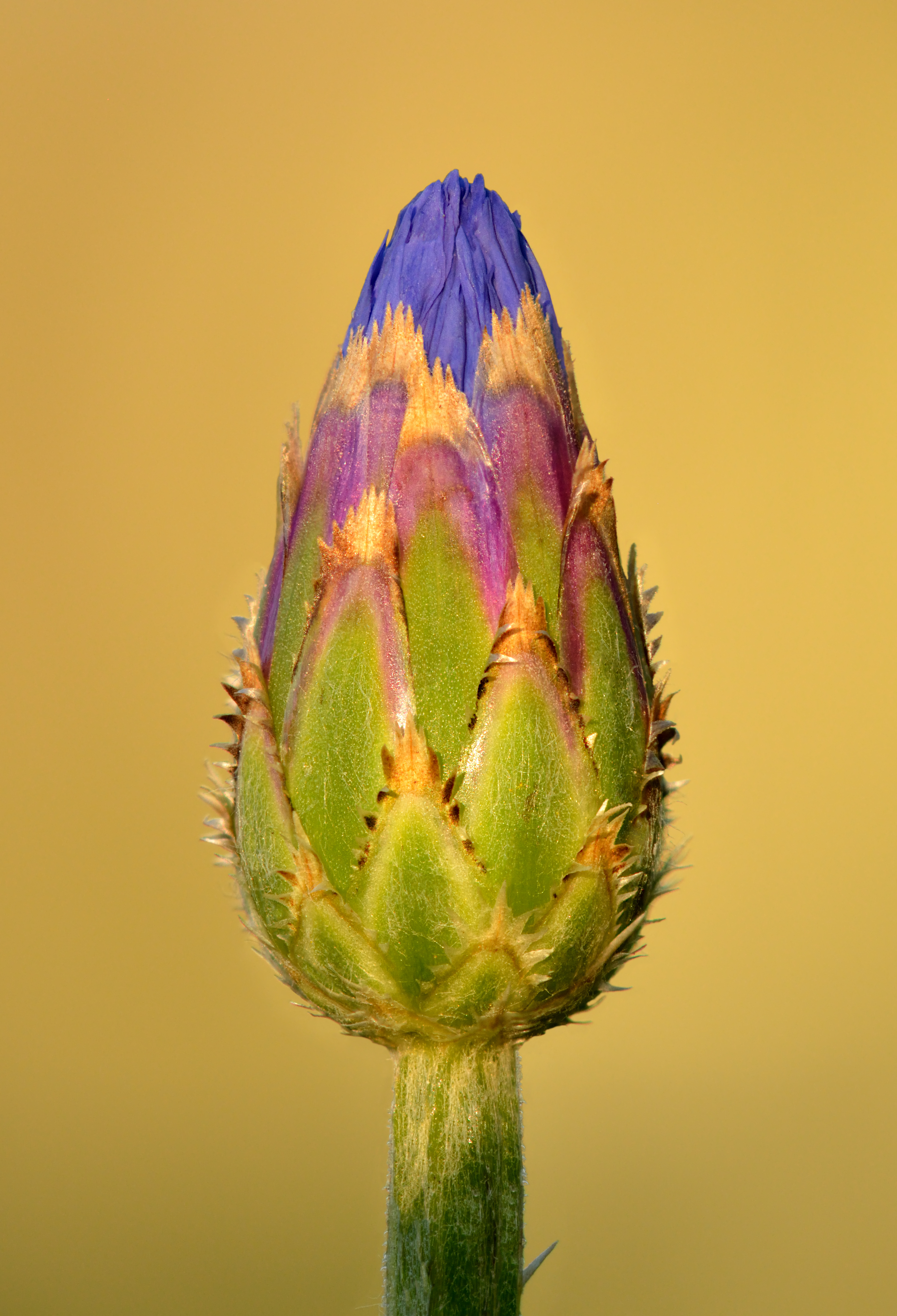
Pąk kwiatostanowy
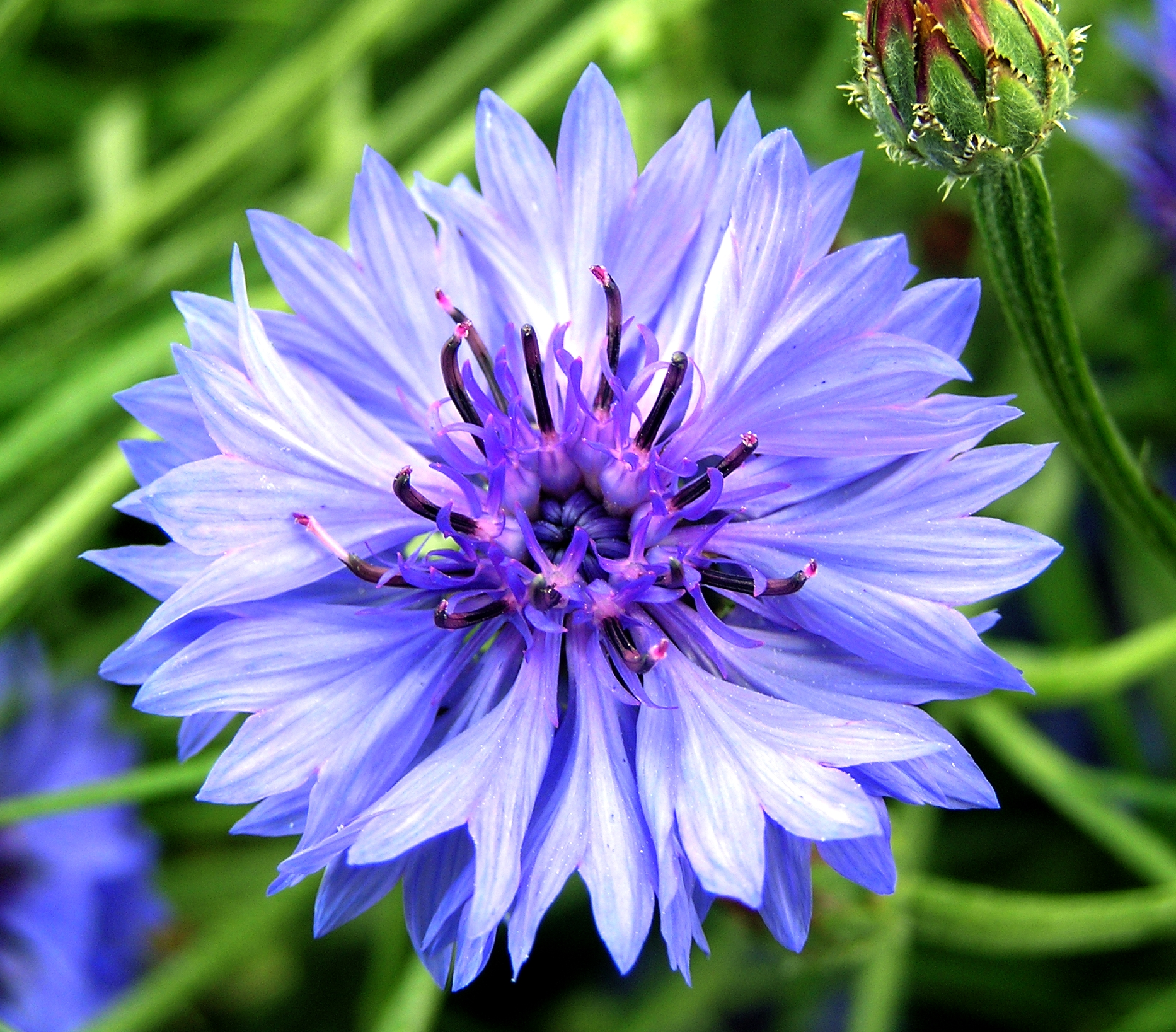
Kwiatostan
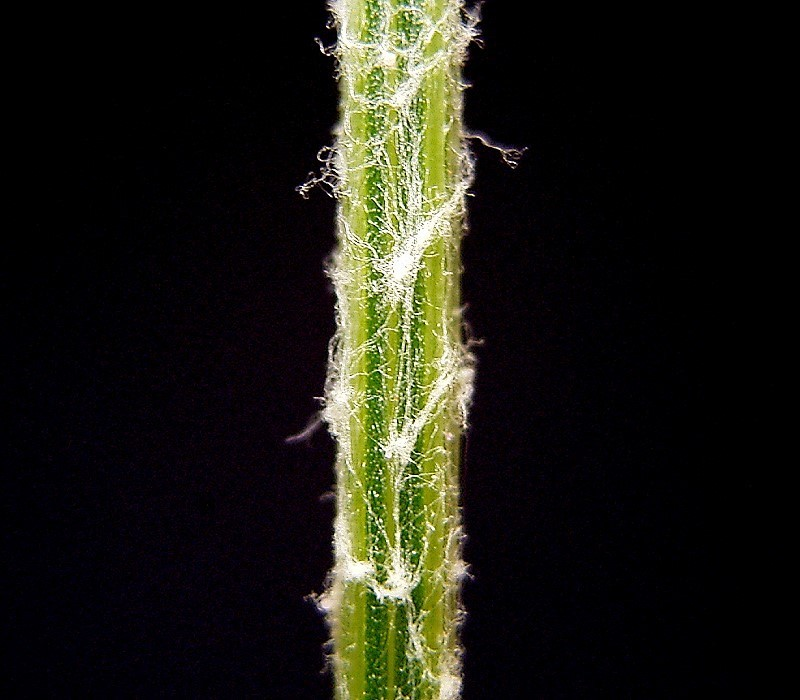
Łodyga
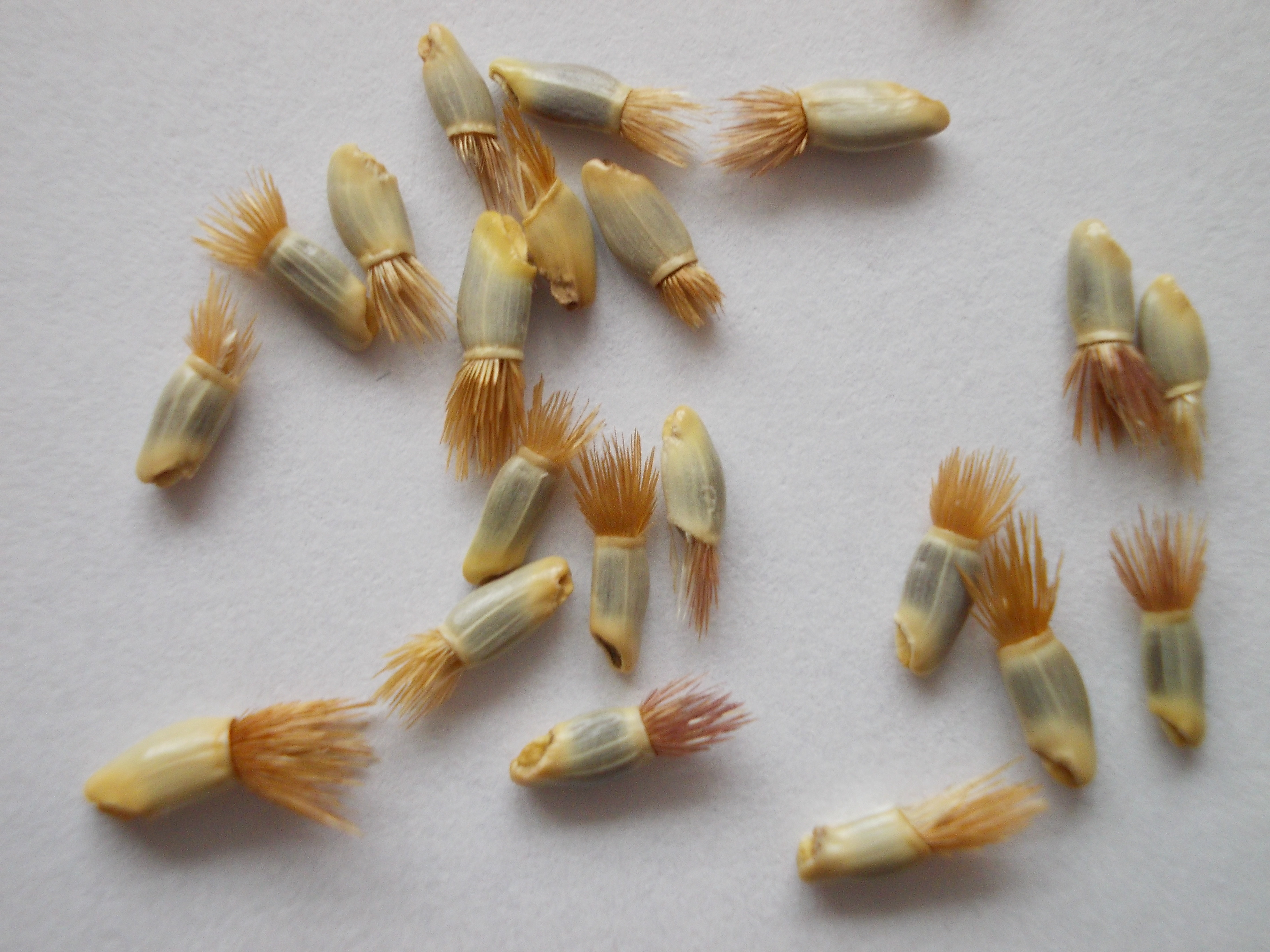
Nasiona
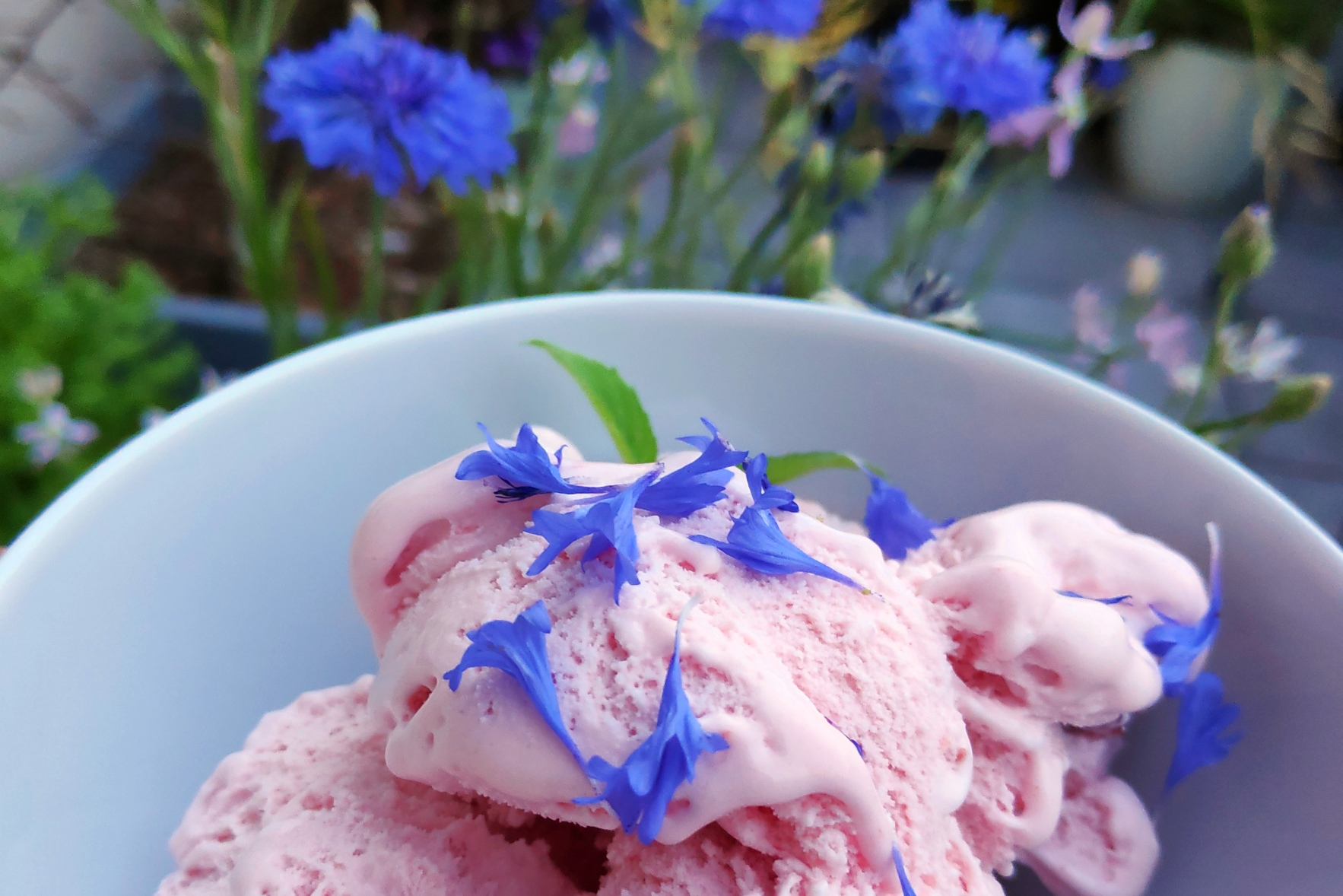
Jadalne płatki chabra jako dekoracja lodów

## Uprawa
- Uprawia się przede wszystkim odmiany pełne – wszystkie kwiaty mają dużą i rurkowatą koronę koloru białego, różowego, purpurowego i niebieskiego.
- Sposób uprawy: termin siewu przypada na marzec – kwiecień, w rozstawie 20–30 cm. Ilość nasion na 1000 roślin: 2–3 g. Rośliny kwitną po około 10 tygodniach od siewu.

## Znaczenie w kulturze
- Symbol pruskiej skromności (patrz cnoty pruskie), ulubiony kwiat Wilhelma I, kojarzący się z błękitem pruskim.

- Narodowy kwiat Estonii od 1968 roku[15].